# 11606 Almary
11606 Almary este un asteroid din centura principală de asteroizi.

## Descriere
11606 Almary este un asteroid din centura principală de asteroizi. A fost descoperit pe 19 octombrie 1995 la Mauna Kea de David J. Tholen. El prezintă o orbită caracterizată de o semiaxă mare de 2,44 ua, o excentricitate de 0,16 și o înclinație de 5,8° în raport cu ecliptica.